# Parlamentsvalget i Tadsjikistan 2010
Parlamentsvalget i Tadsjikistan 2010 blev afholdt d. 28. februar. Der var tidlige indikationer på, at den nuværende præsident Emomali Rakhmons parti, det sekuralistiske Hizbi Demokratī-Khalqīi Tojikston, havde vundet 71,1% af stemmerne (tabt 4 sæder), selvom internationale valgobservatører sagde at valget havde "fejlet på mange grundlæggende demokratiske principper", med udbredt valgsvindel.
Mandaterne blev valgt i 41 valgkredse, med yderligere 22 mandater valgt gennem proportionel repræsentation, med en spærregrænse på 5%.

## Resultat
| Parti | Parti | Stemmer   | %      | Mandater |
| --- | --- | --------- | ------ | -------- |
| Folkets Demokratiske Parti i Tadsjikistan                                                                             | Folkets Demokratiske Parti i Tadsjikistan                                                                             | 2,321,436 | 71.04  | 55       |
| Tadsjikistans Islamiske Renæssance Parti                                                                              | Tadsjikistans Islamiske Renæssance Parti                                                                              | 268,096   | 8.20   | 2        |
| Tadsjikistans Kommunistparti                                                                                          | Tadsjikistans Kommunistparti                                                                                          | 229,080   | 7.01   | 2        |
| Landbrugspartiet | Landbrugspartiet | 166,935   | 5.11   | 2        |
| Partiet for økonomiske reformer i Tadsjikistan                                                                        | Partiet for økonomiske reformer i Tadsjikistan                                                                        | 165,324   | 5.06   | 2        |
| Andre - Tadsjikistans Socialdemokratiske Parti - Tadsjikistans Demokratiske Parti - Tadsjikistans Socialistiske Parti | Andre - Tadsjikistans Socialdemokratiske Parti - Tadsjikistans Demokratiske Parti - Tadsjikistans Socialistiske Parti | 116,796   | 3.58   | —        |
| I alt (Valgdeltagelse 90.84%)                                                                                         | I alt (Valgdeltagelse 90.84%)                                                                                         | 3,267,667 | 100.00 | 63       |
| Registrerede vælgere                                                                                                  | Registrerede vælgere                                                                                                  | 3,621,174 |        |          |
| Kilde: IPU PARLINE | |           |        |          |